# BC Racers
BC Racers est un jeu vidéo de course sorti en 1995 et fonctionne sur 32X, 3DO, DOS et Mega-CD. Le jeu a été développé et édité par Core Design.

## Accueil
PC Team : 87 %